# Sokndal
Sokndal é uma comuna da Noruega, com 294 km² de área e 3320 habitantes (censo de 2004).     
Pertence à rede das Cidades Cittaslow.